# 爱德华·詹宁斯
爱德华·詹宁斯（英語：Edward Jennings，1898年4月9日—1975年2月9日），美国男子赛艇运动员。他曾代表美国参加1924年和1932年夏季奥林匹克运动会赛艇比赛，获得一枚金牌和一枚铜牌。